# Podorbitalni let
Podorbitalni svemirski let je svemirski let u kojem svemirska letjelica ne dolazi do svemirskog prostranstva, nego mu putanja presijeca atmosferu ili površinu gravitacijskog tijela s kojeg je lansirana, tako da ne dovršava orbitalnu revoluciju.
Na primjer, putanja objekta lansiranog sa Zemlje koja dosegne 100 km nadmorske visine smatra se podorbitalnim letom. Dio podorbitalnih letova poduzelo se radi ispitivanja svemirskih letjelica i raketa-nosača koje se namjeravalo poslije upotrijebiti za orbitalni let. Ostale letjelice projektirane su samo za podorbitalni let. Primjeri su letjelice s posadom poput North American X-15 i SpaceShipOne te letjelice bez posade kao interkontinentalni balistički projektili i rakete za sondiranje.
Letovi koji dosegnu dovoljno veliku brzinu mogu ući u nisku Zemljinu orbitu, a služe se retro-raketama (kočnim raketama) radi izlaska iz orbite nakon što naprave nepunu jednu orbitu, ne smatra se podorbitalnim letovima. Primjeri su let Jurija Gagarina Vostokom 1 i letovi sustava bombardiranja iz djelomične orbite.
Za podorbitalni let obično se koristi raketa. Pokusni podorbitalni svemirski let može se postići svemirskim topom.
Slavni padobranac Olav Zipser treba biti lansiran u podorbitalni let kojim bi premašio rezultat skoka Felixa Baumgartnera iz stratosferskog balona s visine od 40.000 metara. Bit će lansiran raketom člana tima Interorbital Systems SR145.